# Antonia Volpe
Antonia Volpe (1898-1982), fue una actriz, cantante y guitarrista argentina de principios del siglo XX.

## Carrera
Hija de la cantante Leonor Domínguez, llamada La Cubana, Volpe fue una primera actriz de carácter, que, iniciada en el teatro, incursionó durante la época dorada de la cinematografía argentina. Actuó con actores como Libertad Lamarque, Laura Hidalgo, Ernesto Raquén, Miguel Gómez Bao, Floren Delbene, Iván Caseros, entre otros.

## Filmografía
- 1936: Amalia
- 1938: El casamiento de Chichilo
- 1941: Tierra adentro
- 1942: Mar del Plata ida y vuelta
- 1948: Hoy cumple años mamá
- 1954: El castigo de los mares del sur
- 1954: Guacho
- 1954: María Magdalena[2]

## Radio
En 1938 participó del radioteatro de Radio Mitre titulado El linyera de aquella noche, bajo la dirección de Gregorio Cicarelli y encabezada por Julita Palmada y Adolfo Matozzi. Entre otros del elenco también figuraban, Gladys Maisonave, Domingo Sapelli y el popular "Bolazo".
En la década del '40 personificó a "Doña Asociación" en el programa Gran Pensión El Campeonato presentada en Domingos Extraordinarios de Jabón Federal, creado por Tito Martínez del Box, junto con Héctor Ferraro, Félix Mutarelli, Tino Tori, Roberto Fugazot, Zelmar Gueñol y Marianito Bauzá.

## Teatro
En teatro, Volpe, se destacó. Se incluyó en varias compañías teatrales siendo una de las más influyentes en su carrera la Cía. Arata/Simari/Franco, con Eva Franco, y en donde hizo La historia del tango en 1918 junto con otras actrices como Manolita Poli y María Luisa Notar. Otra fue la Compañía Argentina de Comedias y Saínetes Carlos Valicelli.
En 1921 trabajó en el sainete Cuando un pobre se divierte de Alberto Vacarezza.
En 1923 interpretó el tango No se puede Luis Ángel (en referencia al boxeador Luis Ángel Firpo), estrenado en la obra El Rey del Cabaret. En ese mismo año colaboró con el debut teatral de Roberto Flores.
Entre 1923 y 1926 estuvo en la Compañía argentina de sainetes y comedias Pascual Carcavallo con Manolita Poli, Olinda Bozán, Santiago Arrieta, Efraín Cantelo, José Otal y Domingo Sapelli. En el '26 formó un trío vocal con las actrices Olinda Bozán y Libertad Lamarque, siendo acompañados por Rafael Iriarte con su guitarra. La obra del género chico –sainete- se tituló La muchacha de Montmartre de José Saldías.
Formó una compañía en el teatro Apolo en la que estrenó la obra Platuda y de abolengo en 1944, con Tomás Simari, Carlos Betoldi, Carlos Bianquet, Elda Deesel, Alfredo Mileo, Malvina Pastorino, María  Turgenova y Carlo Ugarte.
También hizo la obra Ropa vieja junto a Leopoldo Simari, José Franco, Eva Franco, Tomás Simari, María  Turgenova, Ercilia Podestá, Francisco Bastardi y Marcos Caplán.
En 1932 actuó en La historia del tango: Cabalgata musical, con Pepe Cicarelli, Mercedes Carné, Arturo Palito, Marcos Zucker, Inés Dukase, Juan Castro Volpe. Se trataba de un recorrido por la historia del tango, dividida en varios cuadros: El tango en los primitivos portones de Palermo, La apología del tango, El tango en el barrio de las ranas, Nueva Pompeya, entre otros.
En 1933 actúa en la obra Abajo las polleras con la Compañía de Carlos Morganti y Félix Mutarelli, junto a Gloria Faluggi y Manolita Poli.
Integró la compañía de Pepe Ratti en la década del '50, con quien hizo la obra ¡Que no lo sepa Nicola! de Arsenio Mármol, junto con Tino Tori, María Esther Paonessa, Cristina Valmar y Alfredo Mileo.
También trabajo por ocho años en el Teatro Mayo, junto a los actores Domingo Sapelli, Teresita Puértolas, Sebastián Chiola y las hermanas Osés. Haciendo giras por el interior y exterior del país como Rosario, La Plata y Montevideo.
También se le vio actuando en, La Porota (1926), Murió el Sargento Laprida (1936) y Se acabaron los varones (1954)